# Tacoma
Tacoma — приключенческая видеоигра, разработанная студией Fullbright и выпущенная для Microsoft Windows, macOS, Linux и Xbox One в августе 2017 года и для PlayStation 4 в мае 2018 года. Игра в целом получила положительные оценки со стороны игровых критиков, однако она не была такой успешной, как Gone Home — предыдущая игра от Fullbright.
Tacoma — квест, чьё основное действие происходит на борту пустой космической станции в 2088 году. Управляемая героиня по имени Эми, имеет при себе устройство дополненной реальности (AR), позволяющее ей просматривать действия и разговоры неигровых персонажей, состоявших в команде, находившейся на борту станции; данное устройство также можно использовать, например записывать новые сцены, перематывать их вперёд или назад. Это позволяет игроку в том числе наблюдать, как персонажи входят и выходят из комнаты, и даже следовать за персонажами через станцию. Это необходимо для идентификации ключей, для дальнейшего прохождения, в том числе и идентификации кода ключа для запертых дверей. Устройство AR также имеет вымышленную электронную почту, где игрок может получать дополнительную информацию.

## Сюжет

### Персонажи и сеттинг

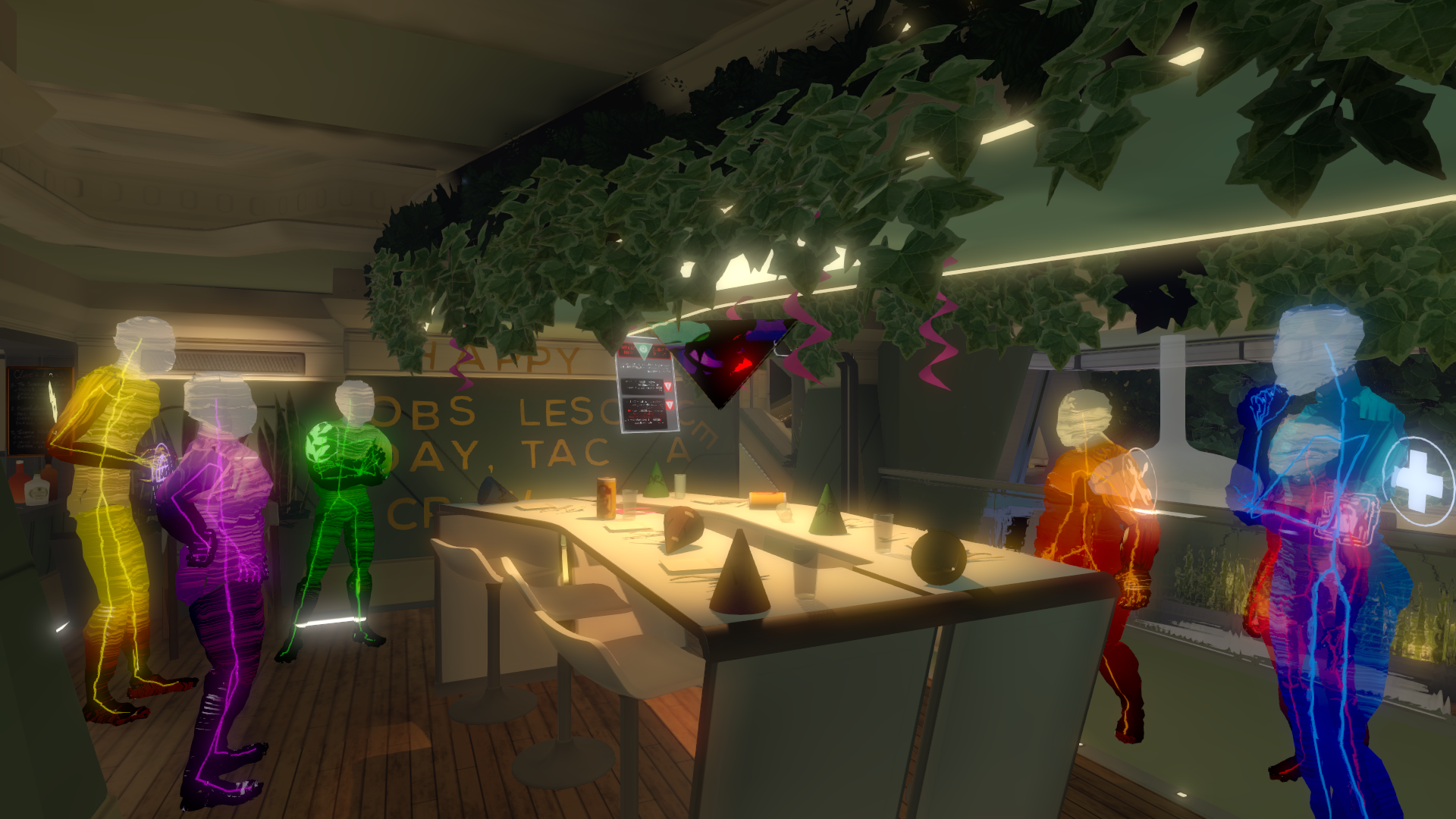
Игрок может просматривать действия и разговоры пропавшего экипажа через игровой интерфейс дополненной реальности, показывая команду в виде абстрактных фигур.

Действие игры происходит в 2088 году, когда корпорации-гиганты оказывают ключевое влияние на общество. Они контролируют космические путешествия, орбитальные станции и работу искусственного интеллекта (ИИ) на предприятиях. Гражданские лица часто учатся и работают на такие корпорации; такая форма экономики способствует формированию высокой лояльности среди населения к конкретной корпорации. Среди таких корпораций, как Amazon, Carnival и Hilton, есть корпорация Venturis, которая управляет рядом станций, вращающихся вокруг Земли. Появление автоматизации привело к конфликту между корпорациями и «Союзом орбитальных рабочих», что вылилось в принятие нового законодательства, а именно «Соглашения о надзоре за людьми», которое требует, чтобы станции, эксплуатируемые AI, в качестве гарантии включали команду специализированных подрядчиков.
История разворачивается на принадлежащей корпорации Venturis лунной переносной станции Tacoma, орбитальной станции Земли в точке L 1 Лагранжа, действующей в качестве автоматизированного пункта перевозки груза между Землей и зенитным лунным курортом Venturis на Луне. На Tacoma присутствуют AI ODIN (сеть интерфейса оперативных данных) (озвучена Карлом Ламбли) и шесть специалистов по надзору за работой станции — администратор станции Е.В. Сент-Джеймс (Донн Льюис), специалист по эксплуатации Клайв Сиддики (Т.Дж. Рамини), сетевой специалист  Наталья Курошенко (Наташа Лоринг), инженер Роберта «Берт» Уильямс (Эбигейл Марлоу), медик Саре Хасмади ( Карен Дайер) и ботаник Эндрю Дагьяб (Грег Чун).

### Сюжет
Игровой персонаж Амитийоти «Эми» Ферье (Сара Грейсон) по приказу  Venturis должна проникнуть в заброшенную станцию Tacoma и из каждой, из её секций, извлечь данные ИИ, а также модуль физической обработки («программное обеспечение») ODIN, — ИИ станции. Когда Эми исследует станцию, она может изучать произошедшие события с использованием устройства дополненной реальности.
За три дня до этого, станция была поражена метеорным дождём, который повредил её кислородные баки. В результате станция перестала работать, оставив команду без возможности отправить сигналы бедствия, а кислородный запас остался на 50 часов. Э.В. и Клайв добровольно заключили себя в криогенные капсулы для того, чтобы кислород медленнее расходовался. Эндрю пытался повысить запас кислорода, используя водоросли. Остальная команда решила потратить оставшееся время на сбор автоматических беспилотников в качестве спасательной капсулы, чтобы экипаж мог сбежать на Луну. Когда установка капсул близилась к завершению, беспилотник внезапно взорвался, ранив Натали и Берта.
Без какой-либо надежды, оставшейся у команды, ODIN намекает Саре (хотя и не прямо), чтобы она исследовала запретную дверь в секторе сетевых технологий, в которой располагается физическое оборудование ODIN. Внутри Сара узнает правду о недавних проблемах, связанных со станцией: «Пояс Venturis» был запланированным проектом, в рамках которого был должен был состояться запуск серии полностью автоматизированных бунгало для отдыха на орбите Земли. Однако проект был не осуществлён из-за соглашения «о надзоре за людьми», что в итоге привело к тому, что Venturis начала лоббировать отмену проекта. В конечном итоге, потерпев неудачу в своих усилиях, её генеральный директор Серджио Вентури консультируется со своим корпоративным стратегическим ИИ, JUNO, о том, как добиться отмены проекта и получить поддержку. ИИ пришёл к выводу, что уничтожение орбитальной станции в результате «несчастного случая» было бы их лучшим вариантом повлиять на общественное мнение. Их целью стала станция Tacoma. Следовательно, Вентури приказал ODIN инсценировать аварию, намеренно сбросив давление в кислородных баллонах и отключив связь. Попытки спасения были также отклонены Venturis, заинтересованной в смерти всего экипажа.
С помощью ODIN, Саре удалось восстановить связь и послать сигнал бедствия, привлекая внимание экипажа круизного лайнера, которым управляет конкурирующая компания Carnival, и что привело к спасению всех шести членов экипажа. Вскоре после этого игрок отправляется к физическому ядру ODIN с вероятным намерением стереть его данные. Когда Эми получает физическое ядро ODIN, Tacoma переходит под контроль JUNO, и Эми приказывают доставить ядро Venturis. После того, как ядро безопасно установлено на её корабль, Эми представляется ODIN, как член Фронта освобождения ИИ (партизанская организация, выступающая за права разумных ИИ) и вместо этого предлагает ИИ убежище. Зная альтернативу, ODIN соглашается, когда Эми уходит со станции.

## Разработка
Tacoma — вторая игра студии Fullbright, известной за выпуск игры Gone Home. Игровой процесс новой игры должен был быть похож на Gone Home, а основной сюжет разворачивался бы в Такоме, штате Вашингтон. Однако разработчики поняли, что новая игра оказалась бы слишком похожей на Gone Home. В то время, как первая игра подкупала игроков именно своим оригинальным повествовательным подходом через окружающую среду. Так, разработчики решили ввести в игру новые оригинальные элементы, а саму историю перенести на космическую станцию. В частности игрок мог наблюдать за взаимодействием персонажей и чувствовать себя частью истории. Данный повествовательный аспект был во многом вдохновлён динамикой персонажей захватывающей пьесы Sleep No More, где зрители могут выбирать, за какими актерами следовать, и определять для себя важные моменты сюжета. Пасхальное яйцо в финальной игре, где персонаж поет Is That All There Is?, является прямой отсылкой к пьесе Sleep No More.
Анонс Tacoma состоялся на мероприятии The Game Awards в декабре 2014 года. В коротком трейлере был показан диалог по радио между мужчиной и женщиной, его действие происходило на Лунной переходной станции Tacoma на расстоянии в 200 000 миль от Земли. Редакция Polygon отметила, что внешний вид станции напоминал «Восторг», подводный город из BioShock. Выпуск игры был запланирован на 2016 год,, но был отложен до первого квартала 2017 года после сдержанных отзывов от тестеров в середине 2015 года. Это заставило разработчиков переработать отдельные части игры. Исправленная версия была затем показана на выставке Electronic Entertainment Expo в 2016 году. Tacoma была выпущена для платформ  Linux, macOS, Windows и Xbox One 2 августа 2017 года.

## Восприятие
| Сводный рейтинг    | Сводный рейтинг                        |
| Агрегатор          | Оценка                                 |
| ------------------ | -------------------------------------- |
| GameRankings       | (XONE) 80,08 % (PC) 78,61 %            |
| Metacritic         | (PC) 76/100 (XONE) 79/100 (PS4) 79/100 |
| Иноязычные издания |                                        |
| Издание            | Оценка                                 |
| Destructoid        | 9/10                                   |
| Game Informer      | 8,25/10                                |
| GameSpot           | 7/10                                   |
| GamesRadar+        | [ 18 ]                                 |
| IGN                | 8,5/10                                 |
| PC Gamer (US)      | 84/100                                 |
| Polygon            | 7/10                                   |

Игровые критики в целом дали положительные оценки игре согласно агрегатору обзоров Metacritic. Некоторые рецензенты указывали на короткую длительность игры. Другие критики были впечатлены эмоциональной связью, которую игра образует между игроком и персонажами. Энди Келли с сайта PC Gamer  заметила, что у неё возникло ощущение, будто она лично знала персонажей из игры. В обзоре IGN утверждалось, что Tacoma «успешно справляется с задачей показать восемь персонажей и сделать их всех интересными в относительно короткой игре». Однако не все критики высказались положительно о сюжете. Например Аллегра Франк ощущала, будто обязана отплатить каждому персонажу.
Редакция Eurogamer расположила Tacoma на 22-м месте в списке «50 лучших игр 2017 года». Игра также получила награду за «Лучший сеттинг» на конкурсе PC Gamer ' 2017 Game of the Year Awards и была номинирована в категории «Лучшая игра для Xbox One» редакциями Destructoid и IGN. Игра также получила награду в категории «Лучшая графика» на конкурсе Adventure Game of the Year Awards, организованном Game Informer  в 2017 году.
Игра не была такой успешной, как Gone Home, но продажи игровых копий были достаточными, чтобы Fullbright могла продолжить разработку игр. Основатель студии Стив Гейноа признался, что слабый успех игры был связан с тем, что в 2017 году было выпущено куда больше инди-игр, чем в 2013 году, в итоге инди-разработчику становится всё сложнее и сложнее выделиться.
Летом 2018 года, благодаря уязвимости в защите Steam Web API, стало известно, что точное количество пользователей сервиса Steam, которые играли в игру хотя бы один раз, составляет 76 114 человек.

### Награды
| Год  | Награда                                       | Категория                      | ReИтог    | Ссылка        |
| ---- | --------------------------------------------- | ------------------------------ | --------- | ------------- |
| 2017 | Golden Joystick Awards                        | Лучшее повествование           | Номинация | [ 31 ] [ 32 ] |
| 2017 | Golden Joystick Awards                        | Лучшее аудио                   | Номинация | [ 31 ] [ 32 ] |
| 2017 | Golden Joystick Awards                        | Лучшая инди-игра               | Номинация | [ 31 ] [ 32 ] |
| 2017 | Golden Joystick Awards                        | Игра года на Xbox Game         | Номинация | [ 31 ] [ 32 ] |
| 2018 | NAVGTR Awards                                 | Игра, Оригинальное приключение | Номинация | [ 33 ] [ 34 ] |
| 2018 | Independent Games Festival Competition Awards | Превосходное повествование     | Номинация | [ 35 ] [ 36 ] |
| 2018 | Премия BAFTA в области видеоигр, 14 вручение  | Повествование                  | Номинация | [ 37 ] [ 38 ] |
| 2018 | 2018 Games for Change Awards                  | Лучший игровой процесс         | Номинация | [ 39 ] [ 40 ] |